# 1200
| Calendário gregoriano                                                        | 1200 MCC                                             |
| Ab urbe condita                                                              | 1953                                                 |
| Calendário arménio                                                           | 649 – 650                                            |
| Calendário bahá'í                                                            | -644 – -643                                          |
| Calendário budista                                                           | 1744                                                 |
| Calendário chinês                                                            | 3896 – 3897 Início a 18 de janeiro (aproximadamente) |
| Calendário copta                                                             | 916 – 917                                            |
| Calendário etíope                                                            | 1192 – 1193                                          |
| Calendários hindus - Vikram Samvat - Calendário nacional indiano - Cáli Iuga | 1255 – 1256 1121 – 1122 4300 – 4301                  |
| Calendário Holoceno                                                          | 11200                                                |
| Calendário islâmico                                                          | 596 – 597                                            |
| Calendário judaico                                                           | 4960 – 4961                                          |
| Calendário persa                                                             | 578 – 579                                            |
| Calendário rúnico                                                            | 1450                                                 |
| Calendário solar tailandês                                                   | 1743                                                 |

1200 (MCC, na numeração romana) foi um ano bissexto, o último ano do século XII, do Calendário Juliano, da Era de Cristo, e as suas letras dominicais foram  B e A (52 semanas), teve início a um sábado e terminou a um domingo.
No reino de Portugal estava em vigor a Era de César que já contava 1238 anos.

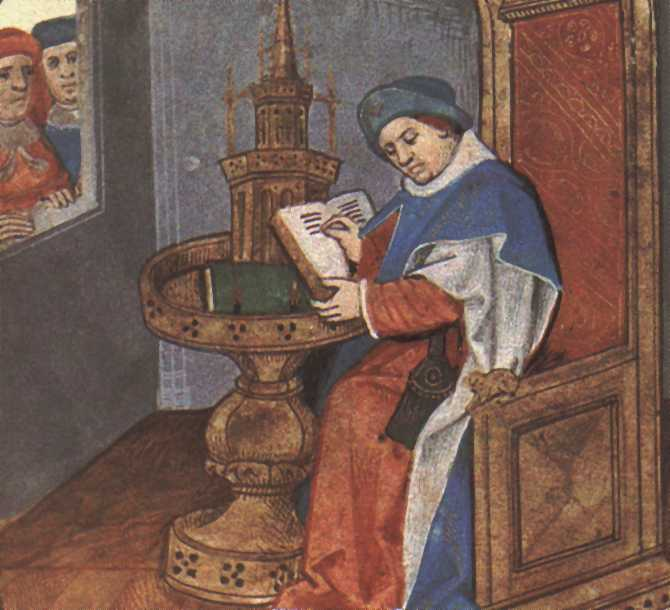
Guilherme de Lorris, poeta francês. Iluminura de um manuscrito do Romance da Rosa, (Biblioteca Bodleiana, Oxford.

| Ano completo                      |
| --------------------------------- |
| Ano bissexto com início ao sábado |

## Eventos
- A Ordem de Calatrava povoa Benavente. O mestre desta ordem concederia, posteriormente, carta de foral a Coruche.
- Por intermédio do Sumo Pontífice, restabelece-se a paz entre o reino de Portugal e o Reino de Leão.
- Estabelecimento dos Astecas no vale do México.

## Nascimentos
- Guilherme de Lorris — poeta francês (m. ca. 1238).

### Portugueses
- Afonso Teles — 4.º Senhor de Meneses.
- Hugo I de Châtillon — conde de Châtillon, de Blois e de Saint Pol (m. 1248).
- João Forjaz Marinho — Senhor da Domus Fortis, chamada Torre de Marinhos e Mestre da Ordem de Avis e da Ordem de Cristo (m. 1250).
- João Peres de Vasconcelos — senhor da Torre de Vasconcelos e das honras de Vasconcelos[desambiguação necessária] e de Amares.
- Martim Afonso do Amaral — senhor da Honra de Amaral e da Honra do Souto de Lourosa em Viseu.
- Martim Pires Machado — Alcaide-mor do Castelo de Lanhoso.
- Martim Xira — senhor de Vila Franca de Xira e 4.º administrador da Albergaria de São Mateus.
- Mem Garcia de Sousa — nobre, militar e rico-homem do Reino de Portugal durante os reinados de Sancho II de Portugal e de Afonso III de Portugal (m. 1275).
- Mem Gonçalves da Fonseca — senhor de Quinta da Fonseca.